# 존 로이드 스티븐스

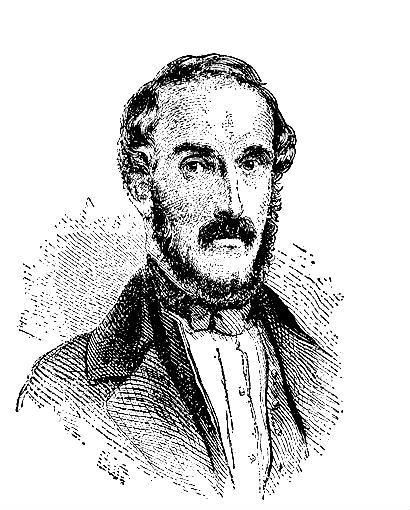

존 로이드 스티븐스(John Lloyd Stephens, 1805년 ~ 1852년)는 미국의 탐험가이자 사업가이다.
1805년 11월 28일 뉴저지에서 태어났다. 컬럼비아 대학교을 거쳐, 예일 대학교에서 공부를 하고, 리치필드의 태핑 리브 대학교에서 법학을 전공하여, 1824년 변호사 자격을 땄다. 1827년에 뉴욕에서 변호사 사무실을 열었다. 1835∼1836년 사이에 유럽과 중동의 유적지를 방문한 뒤 여행기를 잡지에 기고했다. 이후 관심을 중남미로 돌려 1839년과 1841년에 중미의 마야 문명 유적지를 방문하고 보고서를 출판했다. 이 책이 큰 성공을 거두고 난 후에 전화, 사진, 증기선, 철도 등의 다양한 사업에 참여하여 사업가로서도 성공을 했다. 나중에는 파나마 철도회사를 차려 운영했다. 1852년 10월 13일 집의 정원에서 의식을 잃고 쓰러져 영원히 깨어나지 못했다.

## 《중앙아메리카 치아빠스와 유까딴 여행에서 있었던 일》
사람들은 마야문명에 대해 전혀 알지 못했다. 현재는 중앙아메리카의 유명 관광지로 명성을 떨치고 있지만, 예전에는 셀바(중앙아메리카 아열대숲) 속에 숨겨진 채 사람들과 단절되어 있었다. 이를 처음으로 대중들에게 소개한 책이 존 스티븐스와 프레더릭 캐서우드의 ≪중앙아메리카 치아빠스와 유까딴의 여행에서 있었던 일≫이다. 그 전에도 몇몇 탐험가나 군인들에 의해서 마야문명에 관한 보고가 있었으나, 이를 방대한 내용으로 현실감 넘치는 이야기로 접근한 것은 이 책이 처음이다. 스티븐스는 1839∼1840년, 1841∼1842년, 두 번의 탐사를 했는데, 탐험에 대한 이야기뿐만 아니라 고고학 보고서의 느낌이 들 정도로 정확하게 유적을 묘사했다. 그리고 놀랍게도 이 책을 읽으면서 지금도 유용한 정보를 얻을 수 있다. 벨리세, 온두라스, 과테말라의 셀바에서 사람들이 사는 모습이나 메리다와 같은 유까딴 북부의 도시에서 벌어지는 축제, 입는 옷, 음악 등은 모두 그때나 지금이나 별로 다르지 않다. 당시 탐험하면서 있었던 생생한 이야기와 온갖 유적에 대한 빼어난 묘사는 마치 우리가 마야에 와 있다는 착각을 불러일으킨다.
이 책의 가치를 더욱 돋보이게 하는 것은 스티븐스의 동반자 캐서우드의 그림이다. 당시 잡풀에 둘러싸이거나 나무 그늘에 숨어 있던 고대 유물을 그리기 위해 캐서우드는 잡풀을 제거하고 조명을 만드는 등 온갖 노력을 기울인다. 그리고 하루 종일 불편한 자세로 그림을 그리는 데 전념하기도 한다. 이 책에서는 마야문명의 생생한 현장을 더욱 살리기 위해서 캐서우드의 그림을 싣고 있다. 캐서우드는 유적에 대한 세세한 그림을 그림으로써 지금 마야의 유적을 독자들 눈앞으로 옮겨오고 있다.

## 참고 자료
- 정혜주 역, 지만지, 2009, ISBN 978-89-6228-336-5